# Butkara-Stupa

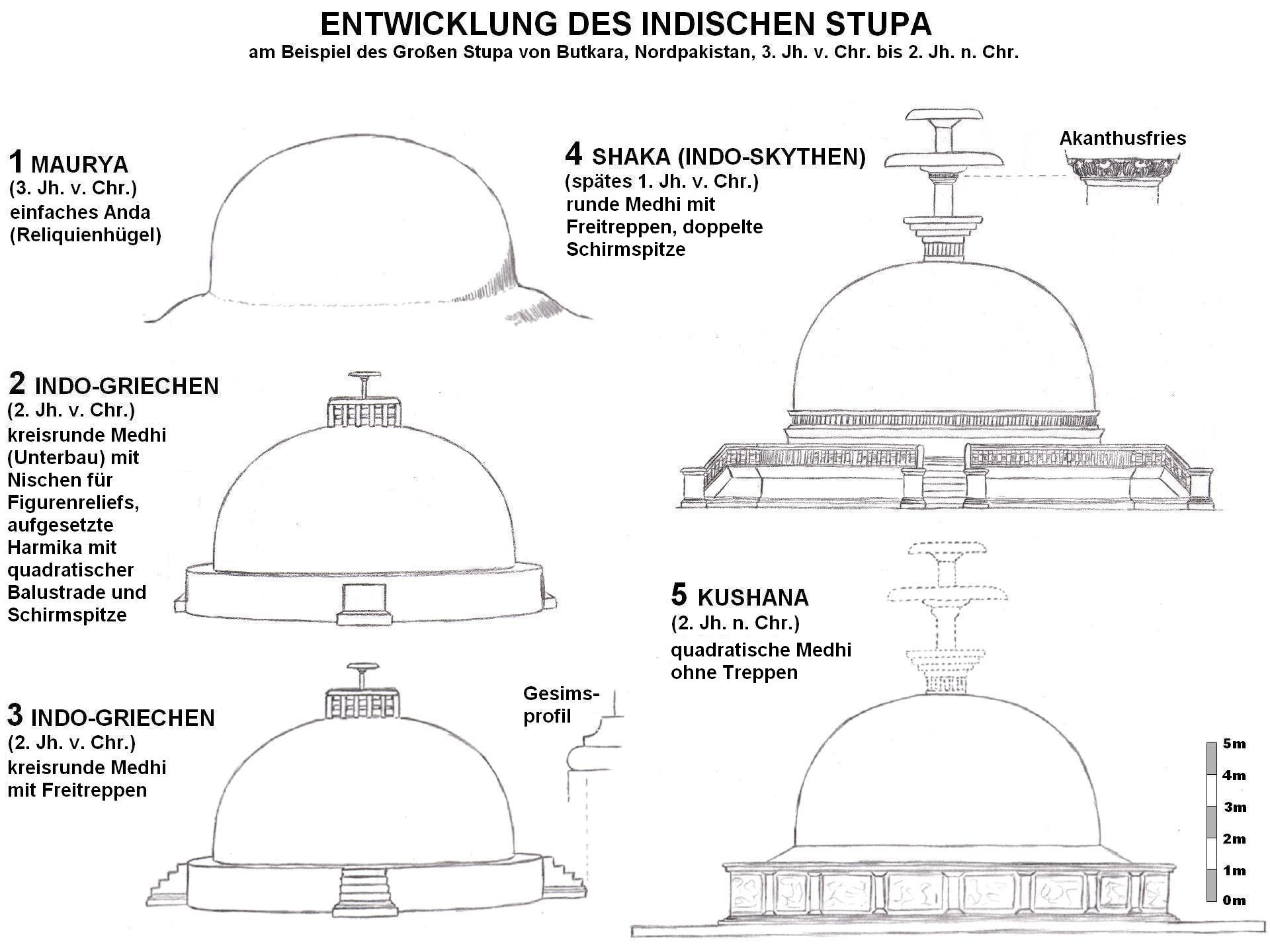
Bauphasen des Butkara-Stupa

Der Butkara-Stupa (auch Batkara-Stupa) und die ihn umgebende Klosteranlage gehören zu den ältesten Zeugnissen der Anwesenheit des Buddhismus im Swat-Tal im Norden Pakistans.

## Lage
Butkara liegt auf etwa 1000 m in einem Seitental des Swat-Tals etwa 1,5 km (Fahrstrecke) südöstlich der Stadt Mingora. In der Nähe des Klosters verlief ein alter Handelsweg.

## Archäologische Stätte
Die archäologische Stätte von Butkara besteht aus drei Ausgrabungsplätzen (Butkara I bis III); während Butkara I und III buddhistische Stätten sind, handelt es sich bei Butkara II um eine Nekropole des 1. vorchristlichen Jahrtausends.

## Geschichte
Ausgrabungen haben ergeben, dass der Stupa von Butkara I im 3. oder 2. vorchristlichen Jahrhundert errichtet und in der Folgezeit mehrfach überbaut wurde. Man nimmt an, dass das mönchische Leben hier bis zur Ankunft des Islam im 10. Jahrhundert fortdauerte. Die Briten entdeckten die spärlichen Überreste des Stupa im 19. Jahrhundert, doch lagen die aufschlussreichen Ausgrabungen der gesamten Klosteranlage im Jahr 1956 in den Händen eines Turiner Ausgrabungsteams unter der Leitung von Domenico Faccenna. Im Museo d’Arte Orientale von Turin werden zahlreiche Fundstücke aus Butkara aufbewahrt.

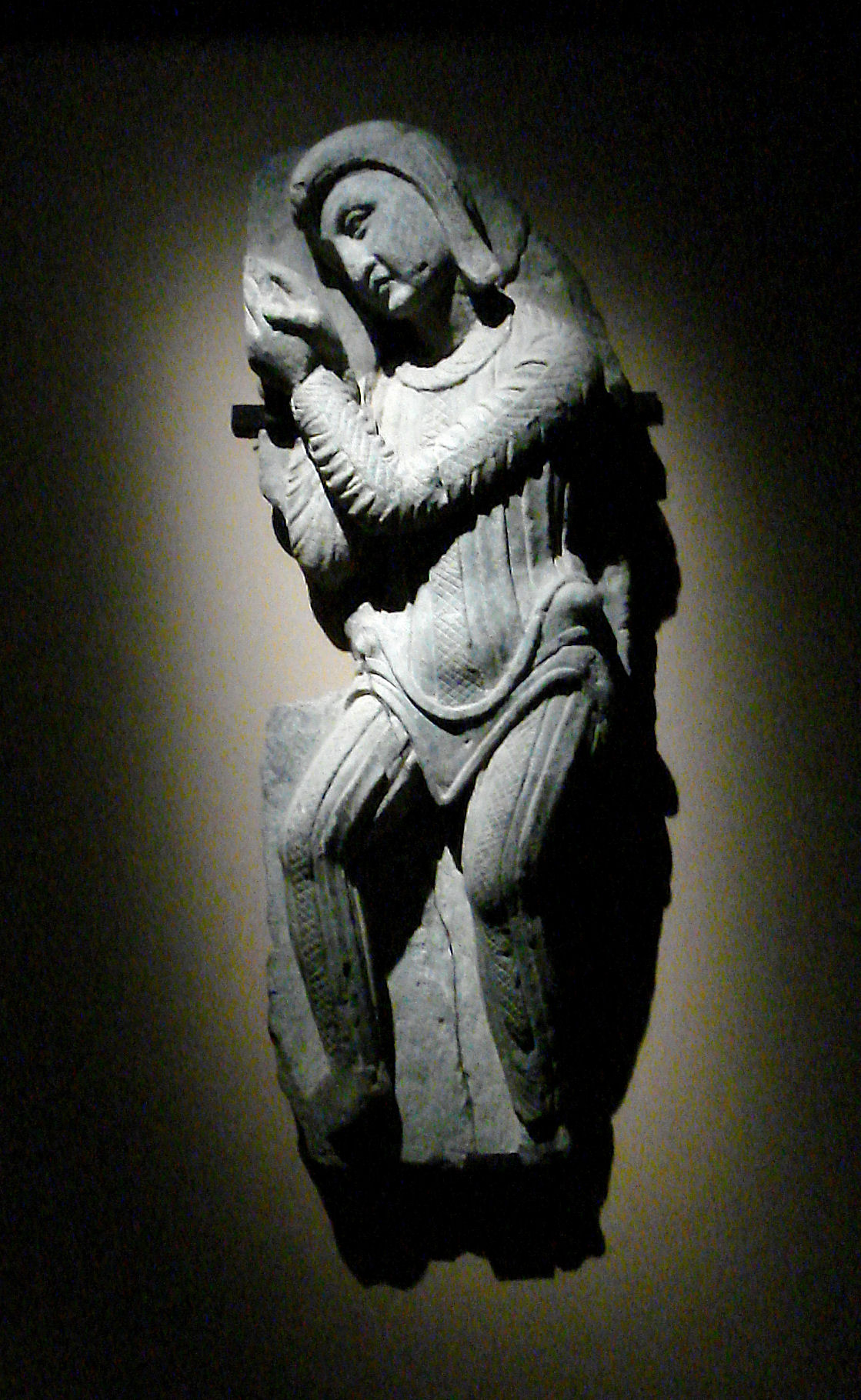
Anbetende Figur mit Kappe (Skythe?)

## Architektur und Skulptur
Der heute weitgehend ruinierte Stupa entwickelte sich von eher einfachen Anfängen zu einem immer größer werdenden Bauwerk mit quadratischer Sockelzone (medhi) und einem hohen mehrteiligen Schirmaufsatz (chhatra). In der wahrscheinlich in islamischer Zeit gewaltsam zerstörten Klosteranlage befanden sich mehrere Votivstupas, Buddha-Figuren und freistehende Ehrenschirme. Die gefundenen Skulpturen zeigen deutlich den Einfluss des indo-griechischen Gandhara-Stils.

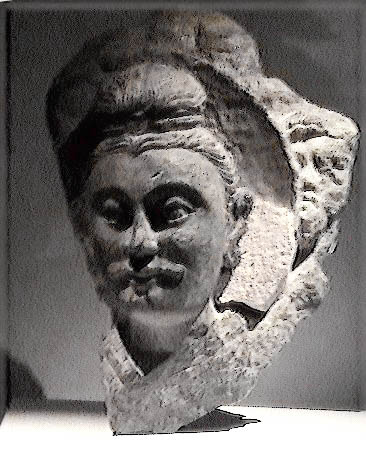
Buddha-Kopf mit Ushnisha
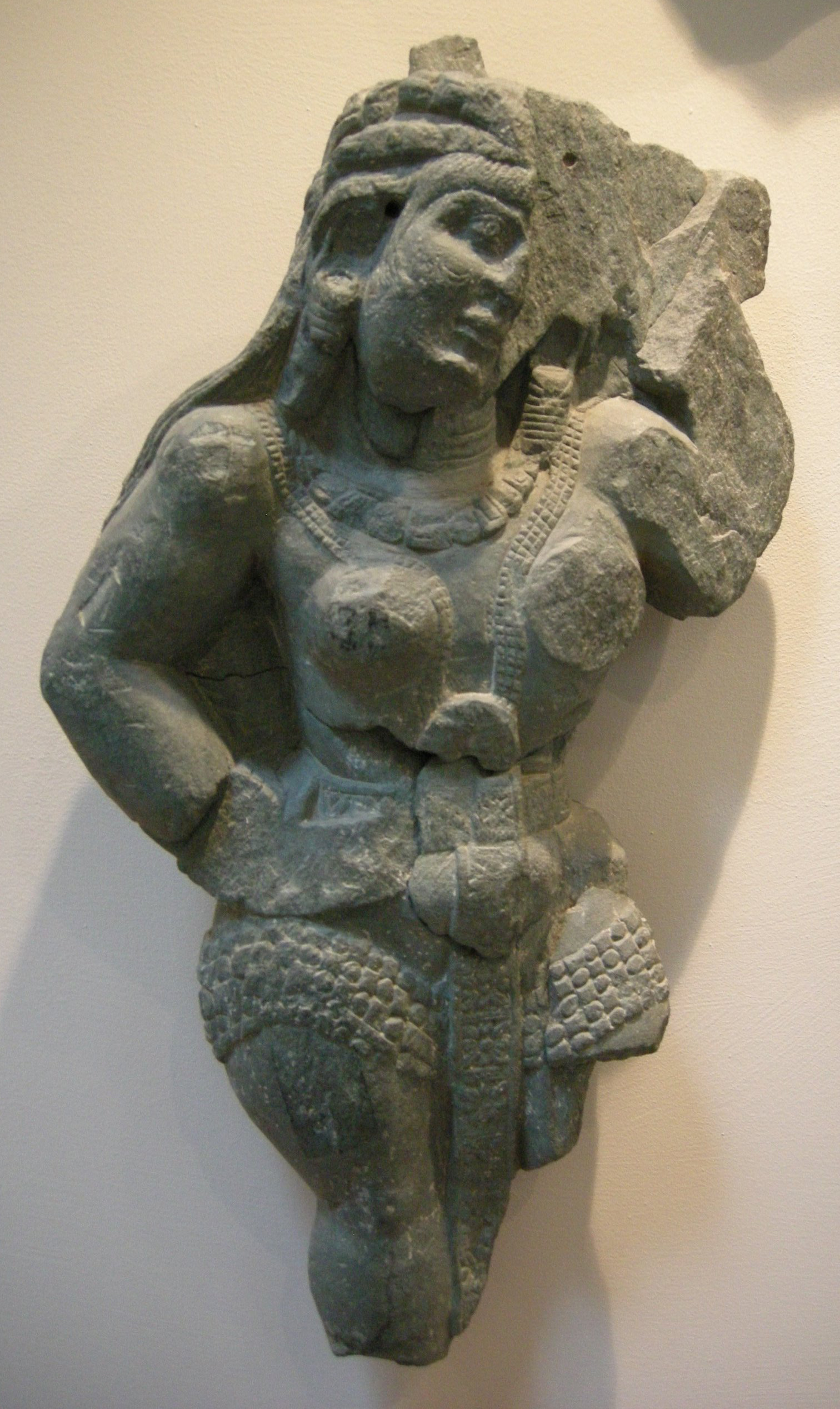
Weibliche Figur
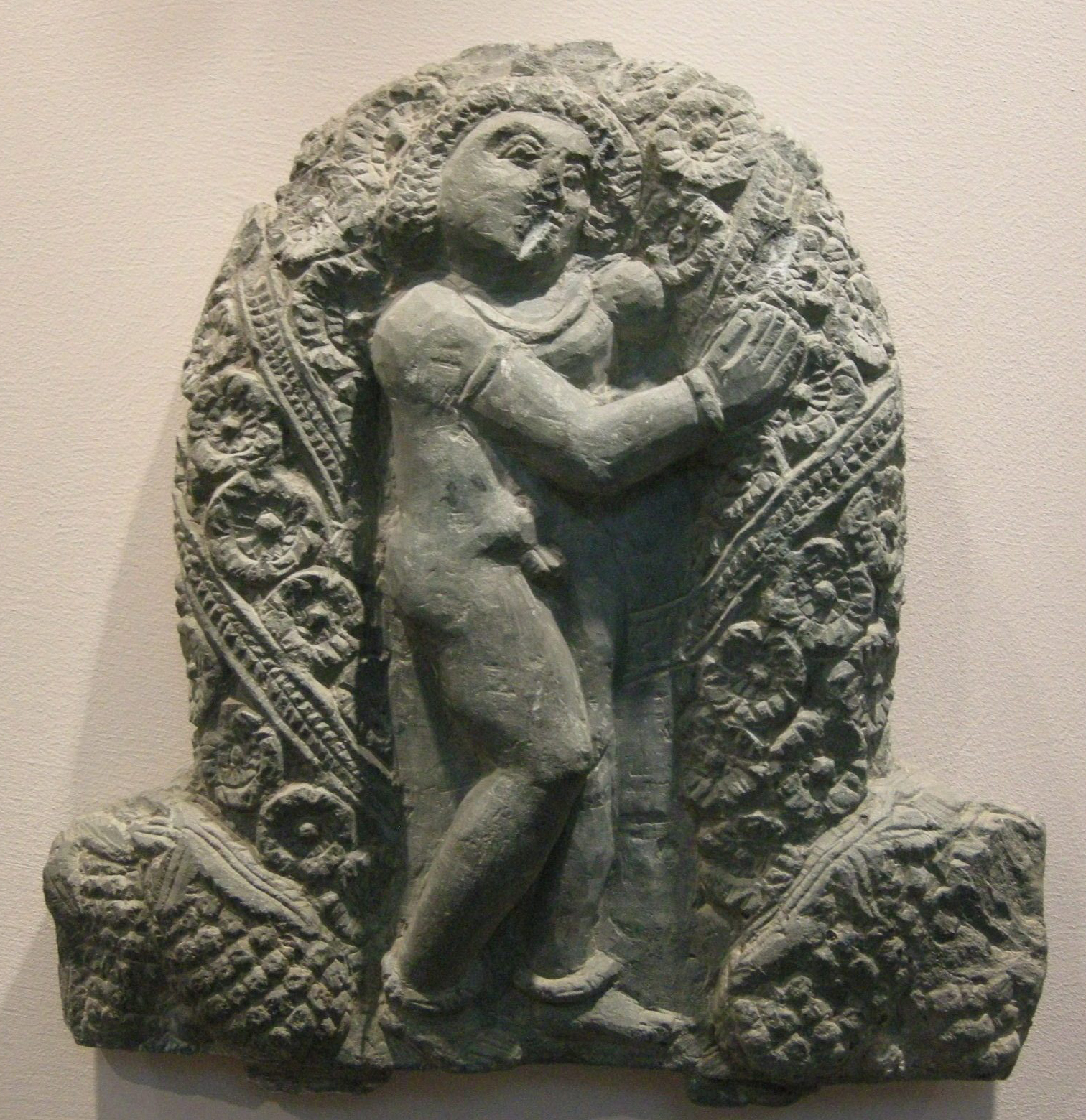
Männliche Figur in Girlanden
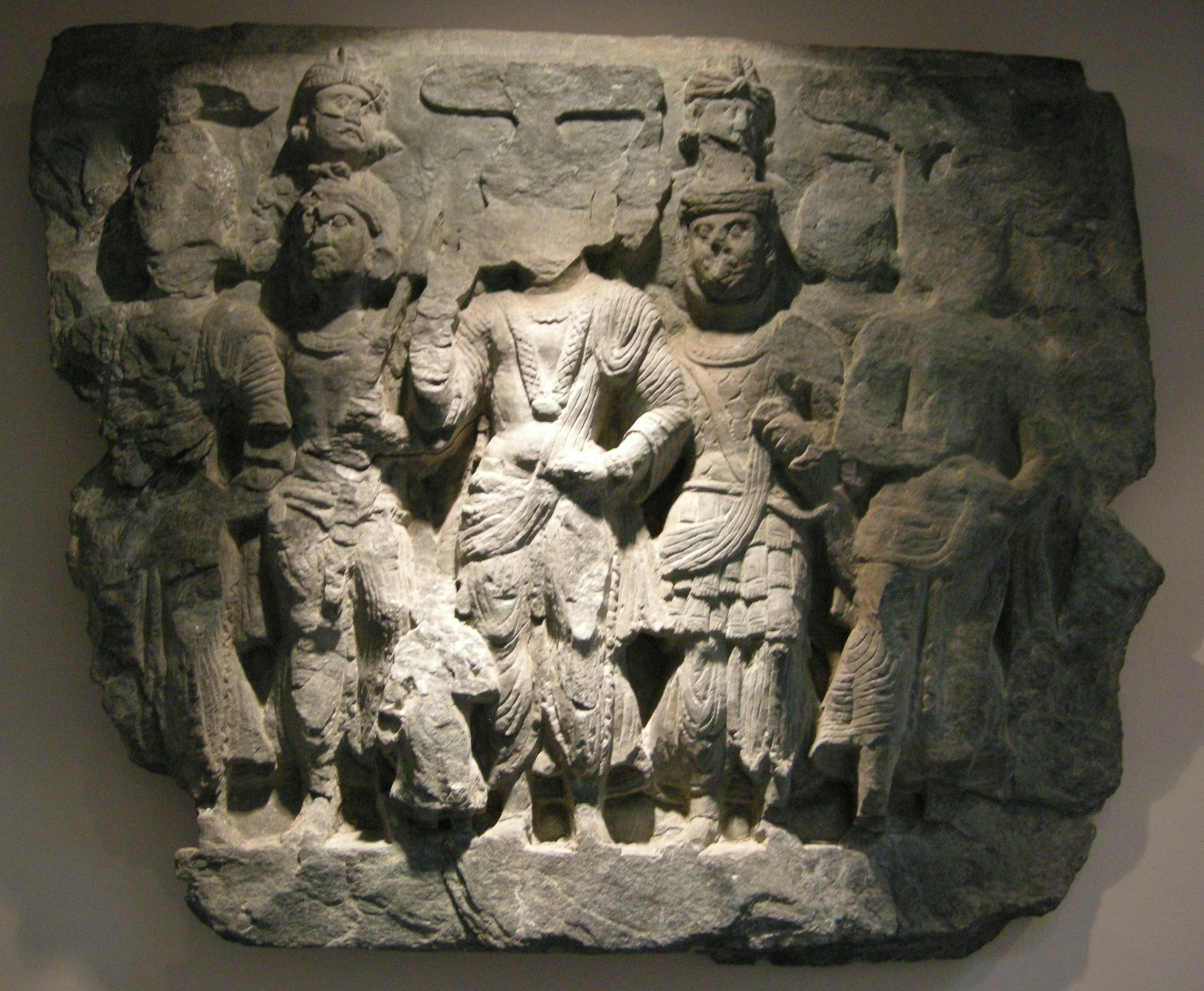
3 königliche Personen
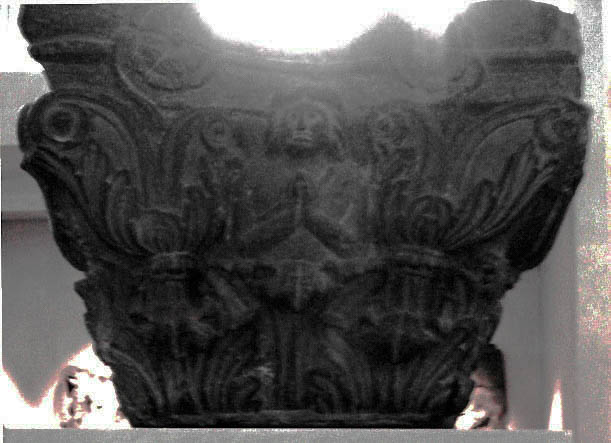
Indo-korinthisches Kapitell